# Manitoba Hydro
Manitoba Hydro ist ein Energieversorgungsunternehmen mit Hauptsitz in Winnipeg, Manitoba, Kanada. Es wurde 1961 gegründet und befindet sich im Besitz der Provinz Manitoba. Das Unternehmen beschäftigt ca. 6.200 Mitarbeiter und betreibt 15 Kraftwerke. Es versorgt 527.000 Kunden mit Strom sowie 263.000 Kunden mit Erdgas. Der Hauptsitz befindet sich im 2009 eröffneten Manitoba Hydro Place. Manitoba Hydro exportiert elektrische Energie in die benachbarten kanadischen Provinzen Saskatchewan und Ontario, außerdem nach North Dakota und Minnesota in den Vereinigten Staaten.
Als Netzbetreiber wird von der Manitoba Hydro neben einem Erdgasnetz und einen ausgedehnten Drehstrom-Hochspannungs-Übertragungsnetz mit mehr als 9000 km Leitungslänge (Transportnetz) auch die als Hochspannungs-Gleichstrom-Übertragung-Leitung (HGÜ) ausgeführte und knapp 1000 km lange Nelson-River-Bipol betrieben. Diese Leitung transportiert elektrische Energie aus dem nur dünn besiedelten Norden Manitobas in die dichter besiedelte Region um Winnipeg.

## Geschichte
Die erste Versorgung mit elektrischem Strom in Winnipeg begann am 12. März 1873. Die Vorzüge einer elektrischen Versorgung wurde an einem Gebäude demonstriert, welches als Davis House Hotel bekannt war und sich auf der Main Street befand. 1880 wurde dann die Manitoba Electric and Gas Light Company gegründet.

## Kraftwerke
Manitoba Hydro betreibt vorwiegend Wasser- und Dampfkraftwerke sowie Windfarmen. Das Unternehmen betreibt kein Atomkraftwerk, verfügt jedoch über ein Atomkraftwerk zu Forschungszwecken.
Auszug aus der Liste der Kraftwerke des Unternehmens:
| Kraftwerk                    | Standort           | Inbetriebnahme | Total Leistung (MW) | Art             | Anmerkungen                              |
| ---------------------------- | ------------------ | -------------- | ------------------- | --------------- | ---------------------------------------- |
| Pointe du Bois               | Winnipeg River     | 1911           | 78                  | Wasserkraftwerk | Nicht mehr in Betrieb. Ersatz in Planung |
| Great Falls                  | Winnipeg River     | 1923           | 129                 | Wasserkraftwerk |                                          |
| Kelsey                       | Nelson River       | 1957           | 211                 | Wasserkraftwerk |                                          |
| Brandon Generating Station   | Brandon            | 1958           | 105                 | Dampfkraftwerk  |                                          |
| Grand Rapids                 | Saskatchewan River | 1965           | 472                 | Wasserkraftwerk |                                          |
| Kettle                       | Nelson River       | 1970           | 1.220               | Wasserkraftwerk |                                          |
| Limestone                    | Nelson River       | 1990           | 1.340               | Wasserkraftwerk |                                          |
| Long Spruce                  | Nelson River       | 1977           | 1.010               | Wasserkraftwerk |                                          |
| Brandon (combustion turbine) | Brandon            | 2002           | 260                 |                 |                                          |
| Wuskwatim                    | Burntwood River    | 2012           | 211                 | Wasserkraftwerk |                                          |